# Autocharis villiersi
Autocharis villiersi là một loài bướm đêm trong họ Crambidae.